# شاتر چرخشی

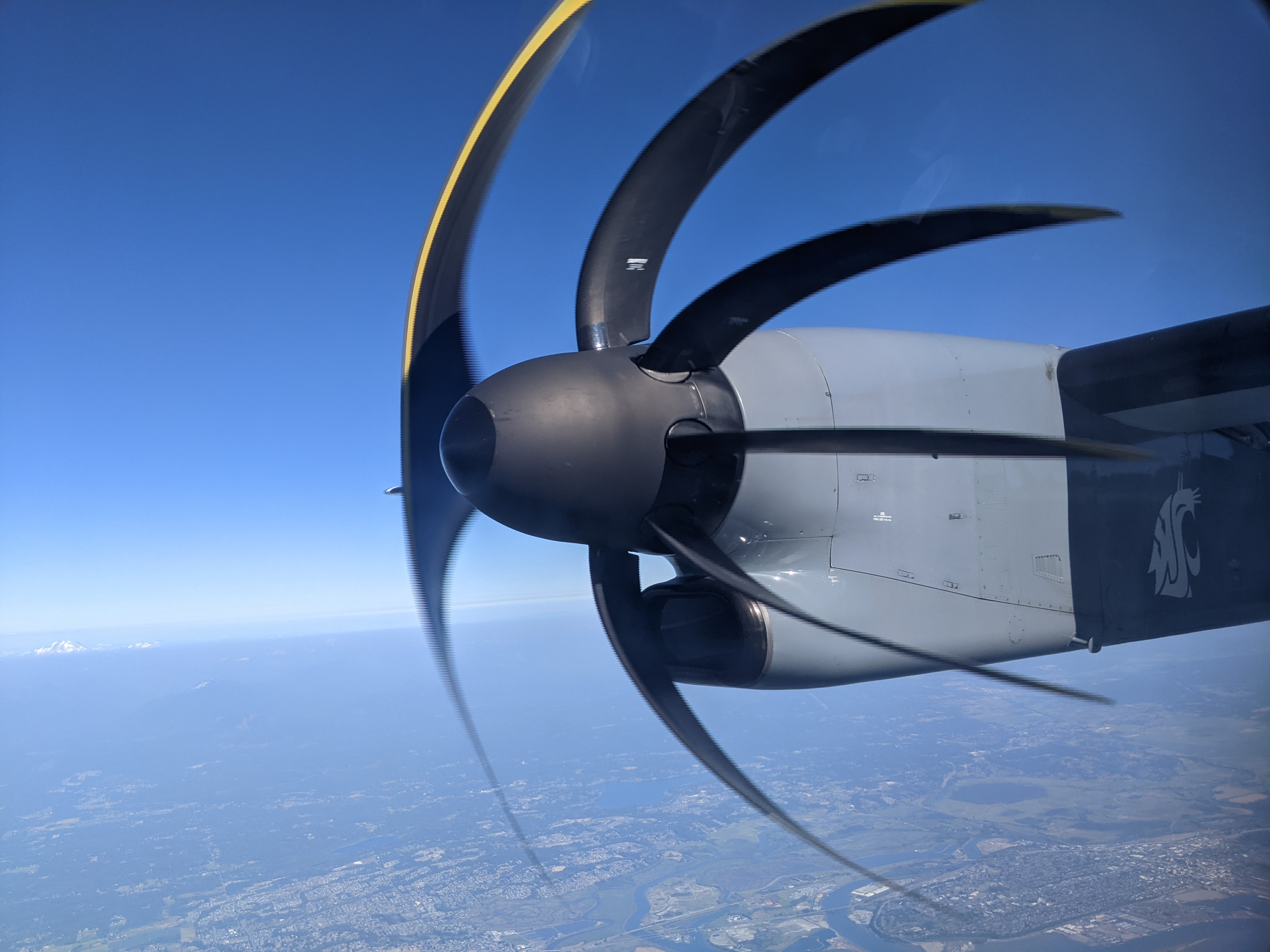
پروانه دی هاویلند کانادا دش ۸، با اعوجاج شدید شاتر در دوربین پیکسل ۳

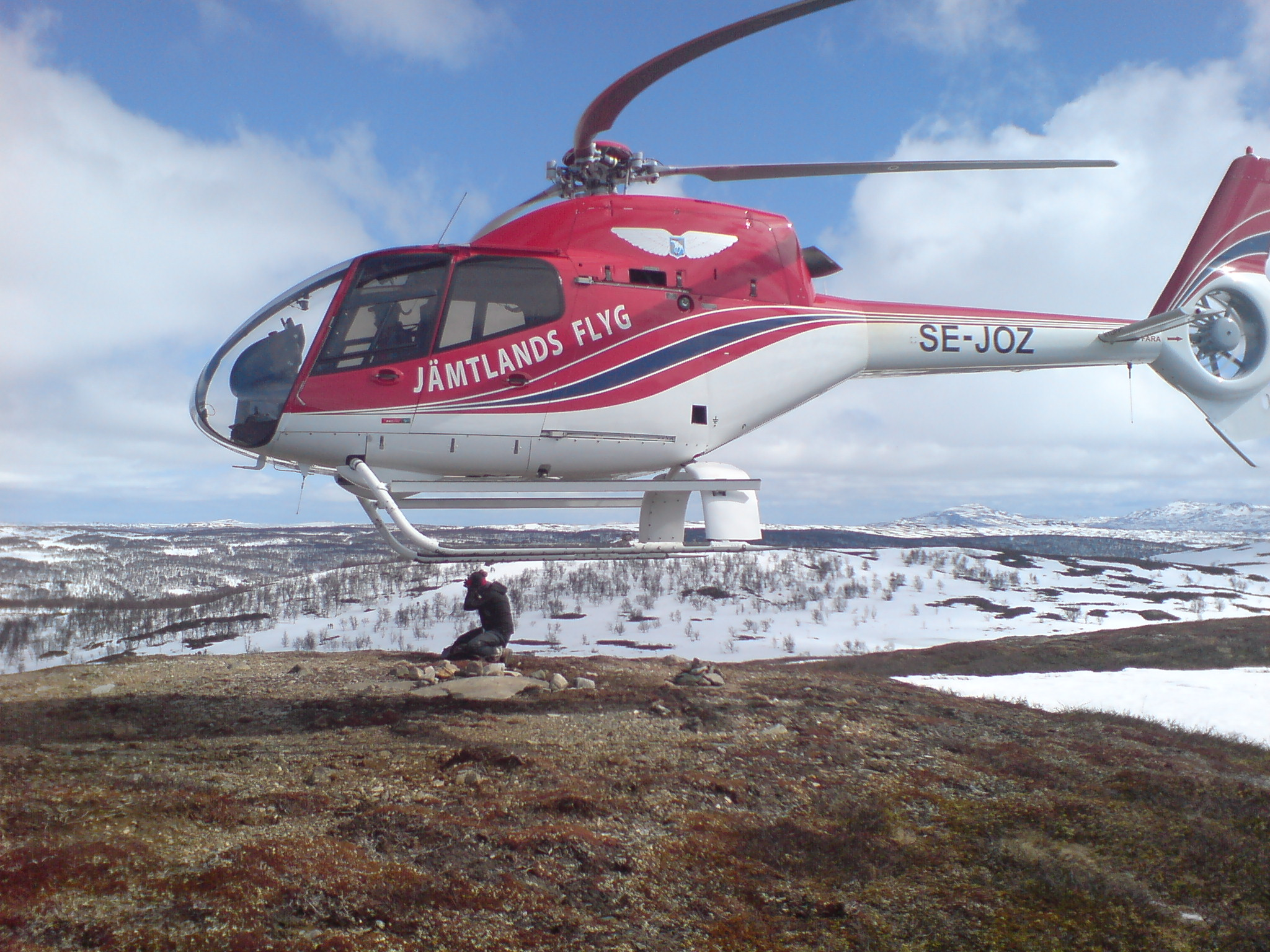
بالگرد یوروکوپتر ئی‌سی۱۲۰ کالیبری - به نظر می‌رسد که تیغه‌های روتور به دلیل اثر کرکره‌ای بیش از حد معمول به عقب کشیده شده‌اند.

شبیه‌سازی اثر شاتر چرخشی بر روی یک ملخ در حال چرخش و یک ماشین در حال حرکت [ (برای انیمیشن SMIL کلیک کنید)

شاتر چرخشی یا شاتر غلتشی روشی برای گرفتن تصویر است که در آن یک عکس ثابت (در دوربین عکاسی) یا هر فریم از یک فیلم (در یک دوربین فیلمبرداری) نه با گرفتن یک عکس فوری از کل‌صحنه در یک لحظه در زمان، بلکه بیشتر با جاروب سریع در سراسر صحنه، به صورت عمودی یا افقی گرفته می‌شود. به عبارت دیگر، تمام قسمت‌های تصویر صحنه دقیقاً در یک لحظه ثبت نمی‌شوند. (اگرچه، در حین پخش، کل تصویر صحنه به یکباره نمایش داده‌می‌شود، گویی یک لحظه در زمان را نشان می‌دهد) این باعث ایجاد اعوجاج قابل‌پیش‌بینی در اجسامی با حرکت-سریع یا فلاش‌های سریعِ نور می‌شود. این در تضاد با «شاتر سراسری» است که در آن کل کادر در همان لحظه ثبت‌می‌شود.
شاتر چرخشی می‌تواند مکانیکی یا الکترونیکی باشد. مزیت این روش این است که حسگر تصویر می‌تواند به جمع‌آوری فوتون‌ها در طول فرایند اکتساب ادامه دهد، بنابراین حساسیت را به‌طور مؤثر افزایش‌می‌دهد. این در بسیاری از دوربین‌های دیجیتال و فیلمبرداری با استفاده از سنسورهای سیماس یافت می‌شود. این اثر در هنگام تصویربرداری از شرایط شدید حرکت یا چشمک زدن سریع نور بیشتر قابل توجه است. در حالی که برخی از حسگرهای سیماس از شاتر سراسری استفاده می‌کنند، اکثریت موجود در بازار مصرف از شاتر چرخشی استفاده می‌کنند.
سی‌سی‌دیها (افزاره‌های بار-جفت‌شده) جایگزین حسگرهای سیماس هستند که عموماً حساس‌تر و گران‌تر هستند. دوربین‌های مبتنی بر CCD اغلب از شاترهای سراسری استفاده می‌کنند، که یک عکس فوری می‌گیرند که نشان‌دهنده یک لحظه در زمان است و بنابراین از حرکات مصنوعی ناشی از شاتر چرخشی رنج نمی‌برند.
شاتر چرخشی می‌توانند اثراتی مانند:
- لقی
- کَجی
- دُش‌نمایی مکانی
- دُش‌نمایی زمانی

## یادداشت
1. ↑  "Electronic shuttering: Rolling vs Global shutter" (PDF). Motionvideoproducts. Archived from the original (PDF) on 15 February 2012. Retrieved 2011-12-22.
2. ↑  Shutter Operations for CCD and CMOS Image Sensors Kodak
3. ↑  "TrueSNAP Shutter Freezes Fast-Moving Objects" (PDF). Eric Fossum. 2013-11-13. Retrieved 2013-11-13.
4. ↑  Forssén, Ringaby, Hedborg. "Rolling Shutter Tutorial". Computer Vision on Rolling Shutter Cameras. Linkoping University. Retrieved 26 December 2017.{{cite web}}:  نگهداری یادکرد:نام‌های متعدد:فهرست نویسندگان (link)
5. ↑  "Video-Based Cryptanalysis". Ben Nassi (به انگلیسی). Retrieved 2023-08-13.
6. ↑  Power LED Attack - Computerphile (به انگلیسی), retrieved 2023-08-13
7. ↑  "To CCD or to CMOS, That is the Question | B&H Photo Video Pro Audio". Bhphotovideo.com. Retrieved 2010-08-21.
8. ↑  Forssén, Ringaby, Hedborg. "Rolling Shutter Tutorial". Computer Vision on Rolling Shutter Cameras. Linkoping University. Retrieved 26 December 2017.{{cite web}}:  نگهداری یادکرد:نام‌های متعدد:فهرست نویسندگان (link)